# Interstate compact
Aux États-Unis, un pacte inter-étatique (interstate compact) est un pacte ou un accord entre deux ou plusieurs États américains, ou entre des États et tout gouvernement étranger. La clause du Compact (Article I, Section 10, Clause 3) de la Constitution des États-Unis dispose qu'« Aucun État ne peut, sans le consentement du Congrès, ... conclure un Accord ou un Compact avec un autre État, ou avec une Puissance étrangère, . . . » 
Le moment du consentement du Congrès n'est pas spécifié par la Constitution, de sorte que le consentement peut être donné avant ou après que les États aient accepté un pacte particulier. Le consentement peut être explicite, mais il peut également être déduit des circonstances. Le Congrès peut également imposer des conditions dans le cadre de son approbation d'un pacte. Le Congrès doit explicitement approuver tout pacte qui augmenterait le pouvoir politique des États d'une manière qui empiéterait sur le pouvoir du gouvernement fédéral .
La plupart des premiers pactes interétatiques ont résolu des différends frontaliers, mais depuis le début du XXe siècle, les pactes sont de plus en plus utilisés comme un outil de coopération inter-état. Dans certains cas, un accord créera une nouvelle agence gouvernementale multi-étatique chargée d'administrer ou d'améliorer certaines ressources partagées comme un port maritime ou une infrastructure de transport public .
Les pactes inter-étatiques sont distincts des lois uniformes (Uniform Acts), qui sont des statuts modèles élaborés par des organes non gouvernementaux d'experts juridiques devant être adoptés par les législatures des États de manière indépendante, plutôt que de constituer un accord entre plusieurs États.
Les traités entre les États, ratifiés en vertu des articles de la Confédération pendant la période qui a suivi l'indépendance américaine en 1776 jusqu'à ce que la Constitution américaine actuelle soit ratifiée en 1789, bénéficient de droits acquis et sont traités comme des pactes inter-étatiques. Cela comprend des accords comme le traité de Beaufort, qui a établi la frontière entre la Géorgie et la Caroline du Sud en 1787, et est toujours en vigueur.

## Agences d'exploitation créées par un Interstate Compact
- Atlantic States Marine Fisheries Commission (Maine, New Hampshire, Massachusetts, Rhode Island, Connecticut, New York, New Jersey, Pennsylvanie, Delaware, Maryland, Virginie, Caroline du Nord, Caroline du Sud, Géorgie et Floride)[4]
- Bear River Commission (Idaho, Utah et Wyoming)
- Bi-State Development Agency (Missouri et Illinois)
- Breaks Interstate Park Commission (Kentucky et Virginie)[5]
- Colorado River Compact (Colorado, Nouveau-Mexique, Utah, Wyoming, Nevada, Arizona et Californie)
- Columbia River Gorge Commission (Oregon et Washington)
- Connecticut River Valley Flood Control Commission (Connecticut, Massachusetts, New Hampshire et Vermont)[6]
- Delaware River Basin Commission (Pennsylvanie, Delaware, New Jersey et New York)[7]
- Delaware River Port Authority (Pennsylvanie et New Jersey)[8]
- Delaware River Joint Toll Bridge Commission (Pennsylvanie et New Jersey)
- Delaware River and Bay Authority (Delaware et New Jersey)
- Dresden School District (New Hampshire, Vermont)
- Driver License Compact (tous les états sauf Georgie, Massachusetts, Michigan, Tennessee et Wisconsin)
- Eastern States Multi-state Council (New York, New Jersey, Pennsylvanie, Massachusetts, Rhode Island, Connecticut, Delaware)[9]
- Education Commission of the States (en) (tous les états (sauf celui de Washington), trois territoires et  Washington, D.C.)[10]
- Emergency Management Assistance Compact (en) (tous les états plus Washington, D.C., Porto Rico et les Îles Vierges américaines)
- Great Lakes Commission (en) (Illinois, Indiana, Michigan, Minnesota, New York, Ohio, Pennsylvanie et Wisconsin, plus provinces canadiennes de l'Ontario et du Québec comme membres associés)
- Gulf States Marine Fisheries Commission (en) (Alabama, Floride, Louisiane, Mississippi et Texas)
- Interstate Commission for Adult Offender Supervision (tous les états, deux territoires et  Washington, D.C.)[11]
- Interstate Commission on the Potomac River Basin (Maryland, Virginie-Occidentale, Virginie, Pennsylvanie et District de  Columbia)[12]
- Interstate Compact on the Placement of Children (en) (l'ensemble des 50 états)
- Interstate Environmental Commission (Connecticut, New Jersey et New York) [13]
- Interstate Oil and Gas Compact Commission (en)
- Interstate Wildlife Violator Compact (all states except Hawaï et Massachusetts)
- Kansas City Area Transportation Authority (Kansas et Missouri)
- Midwest Interstate Passenger Rail Commission (Illinois, Indiana, Kansas, Michigan, Minnesota, Missouri, Nebraska, Dakota du Nord, Wisconsin)[14]
- Multistate Tax Commission (en) (tous les états sauf le Delaware, le Nevada et la Virginie)
- Northwest Power and Conservation Council (en) (Oregon, Washington, Montana, et Idaho[15])
- Pacific States Marine Fisheries Commission (Californie, Oregon, Washington, Idaho et Alaska)
- Palisades Interstate Park Commission (New York et New Jersey)
- Port Authority of New York and New Jersey (New Jersey et New York)[16]
- Red River Compact Commission (en) (Arkansas, Louisiane, Oklahoma et Texas)[17]
- Regional Greenhouse Gas Initiative (Connecticut, Delaware, Maine, Maryland, Massachusetts, New Hampshire, New Jersey, New York, Rhode Island, Vermont et Virginie)
- Rivendell Interstate School District (New Hampshire, Vermont)
- Susquehanna River Basin Commission (Pennsylvanie, New York et Maryland)
- Tahoe Regional Planning Agency (Californie et Nevada)
- Virginia-North Carolina High Speed Rail Compact (Caroline du Nord et Virginie)[18]
- Washington Metropolitan Area Transit Authority (en) (Maryland, Virginia, and Washington, D.C.)[19]
- Washington Metropolitan Area Transit Commission (Maryland, Virginia, et  Washington, D.C.)[20]
- Waterfront Commission of New York Harbor (New Jersey et New York)[21]
- Western States Pact (en) (Californie, Colorado, Nevada, Oregon et Washington)[22]

## Compacts inter-États non opérationnels
- National Popular Vote Interstate Compact, qui ne prendra effet que lorsque d'autres États rejoindront le pacte
- Northeast Interstate Dairy Compact (en), annulé en 2001 par une loi du Congrès
- Transportation Climate Initiative (en)[23], un pacte proposé entre les mêmes États que l'Initiative régionale sur les gaz à effet de serre

## Voir également
- Coopération renforcée, un système similaire en Europe